# Thomas Pfrang
Thomas Pfrang, född den 11 december 1964 i Mannheim, Tyskland, är en västtysk kanotist.
Han tog bland annat VM-guld i K-2 500 meter i samband med sprintvärldsmästerskapen i kanotsport 1986 i Montréal.